# Herbert Tobias

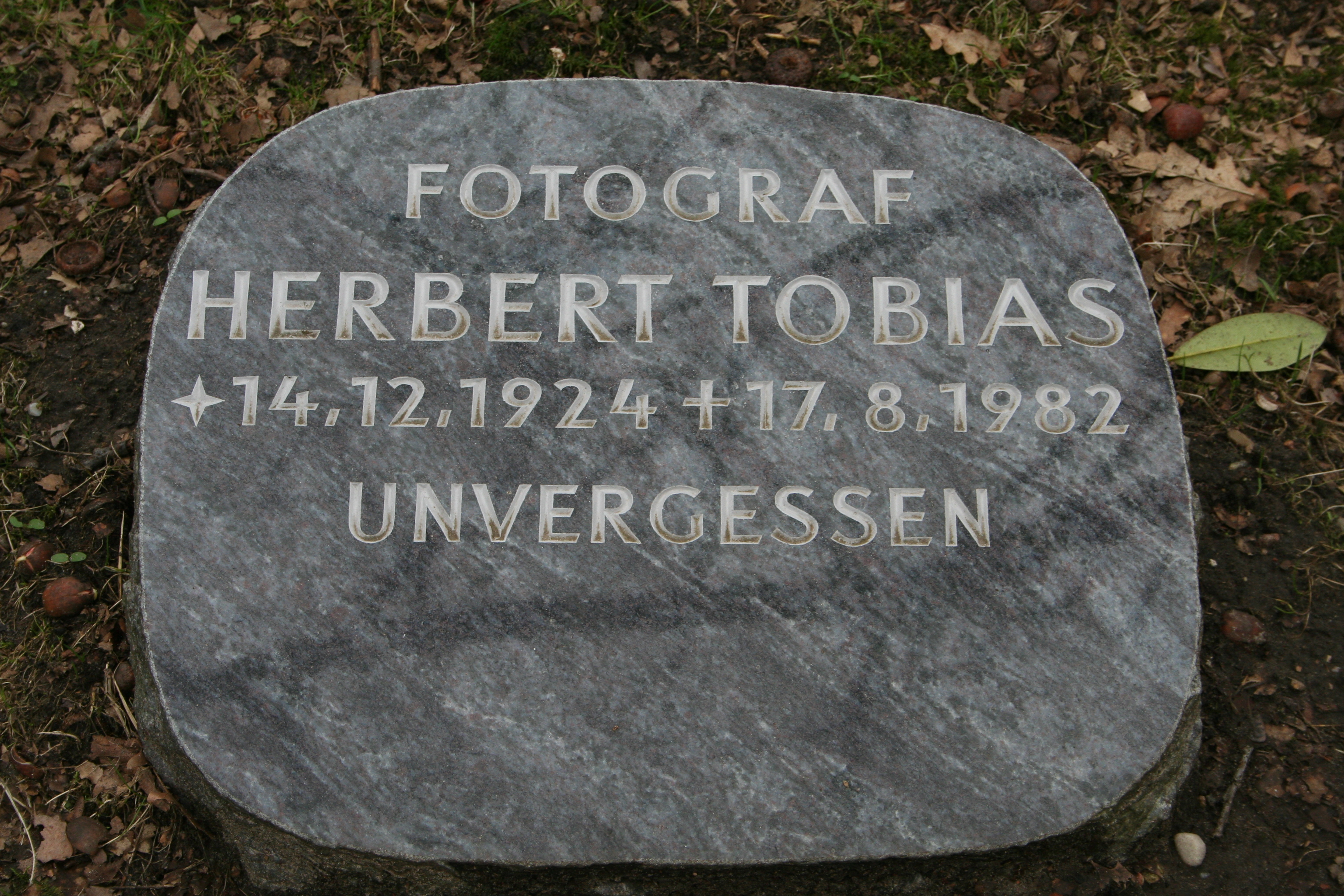
Hrob Herberta Tobiase

Herbert Tobias (14. prosince 1924 Dessau – 17. srpna 1982 Hamburk) byl německý fotograf, v padesátých letech se proslavil jako módní fotograf. Zvlášť umělecky cenné jsou jeho portréty, ruské snímky z druhé světové války a jeho fotografie mužů s homosexuální tematikou.

## Život
Herbert Tobias, syn puškaře z Dessau, byl autodidakt a naučil se ve věku deseti let fotografovat a později i vyvolávat. Původně se chtěl stát hercem, ale tomu zabránila časná smrt jeho otce roku 1936. Pracoval jako zeměměřič, pak byl roku 1942 povolán do wehrmachtu a poslán na východní frontu, kde vznikly jeho první významné snímky. Krátce před koncem války dezertoval, dostal se do amerického zajetí, odkud byl propuštěn koncem roku 1945.
Pak krátce pracoval jako herec u kočovné společnosti. V roce 1948 se seznámil s civilním zaměstnancem americké armády a zamiloval se do něj. Odešli spolu do Paříže. Ve francouzském hlavním městě potkal Tobias známého německého fotografa Willyho Maywalda, pro kterého pracoval jako retušér, a ten mu poskytl první kontakty do světa módy. Roku 1953 vyšly první Tobiasovy práce v časopisu Vogue. Ve stejném roce vystoupil proti razii v pařížské homosexuální scéně, byl vykázán z Francie a vrátil se do Heidelbergu. Od října 1953 vycházely jeho snímky v německých časopisech a o měsíc později vyhrál mezi 18000 účastníky první místo v soutěži o titulní snímek Frankfurter Illustrierten Zeitung.
Přestěhoval se do Berlína a tam se také konala v listopadu 1954 jeho první samostatná výstava. Díky zveřejňování svých snímků v mnoha renomovaných časopisech se stal od roku 1956 známým v německé módní branži. Jeho kontakty do světa módy a filmu vedly v dalších letech ke vzniku mnoha portrétů, např. Hildegard Knef, Zarah Leander, Valeska Gert, Amanda Lear, Klaus Kinski, Tatjana Gsovsky, Jean-Pierre Ponnelle, Andreas Baader nebo Nico.
Od roku 1960 se stále obtížněji podřizoval disciplíně módního světa, a proto vznikalo stále méně prací. Roku 1966 se opět přiklonil k herectví a vytvořil role v divadle i ve filmu.
V roce 1969 se přestěhoval do Hamburku a jen díky finanční podpoře svých přátel a několika zakázkám, kdy vytvořil obálky gramofonových desek, se mohl „držet nad vodou“.
Od roku 1972 vycházely jeho práce v časopisech pro homosexuály, nejvíce v časopise him applaus.
V roce 1981 se konaly v Amsterdamu a Berlíně velmi respektované výstavy jeho díla. Toto pozdní uznání a plánování vydání fotografické publikace ho podnítily k systematickému utřídění a popsání starých negativů.
V únoru 1982 těžce onemocněl a 17. srpna téhož roku zemřel jako jedna z prvních obětí AIDS v Německu. Jeho hrob na hamburském hlavním hřbitově byl prohlášen roku 2007 hamburským senátem čestným hrobem.
Svou fotografickou pozůstalost odkázal Berlínské galerii (Landesmuseum für moderne Kunst, Fotografie und Architektur).